# 苏氏牛肉面
苏氏牛肉面是中华人民共和国的兰州牛肉面品牌，由乌鲁木齐市苏氏企业发展有限公司经营，于1993年在新疆维吾尔自治区首府乌鲁木齐市成立。在北京市、郑州市、沈阳市、呼和浩特市等地开设有上百家面馆。苏氏牛肉面是新疆老字号。

## 店名由来
苏氏牛肉面创始人苏恩泉以其姓氏命名牛肉面馆，原因是苏氏牛肉面与其他兰州牛肉面的配料、配方不同，与市场上其他牛肉面口味均不同。

## 历史发展

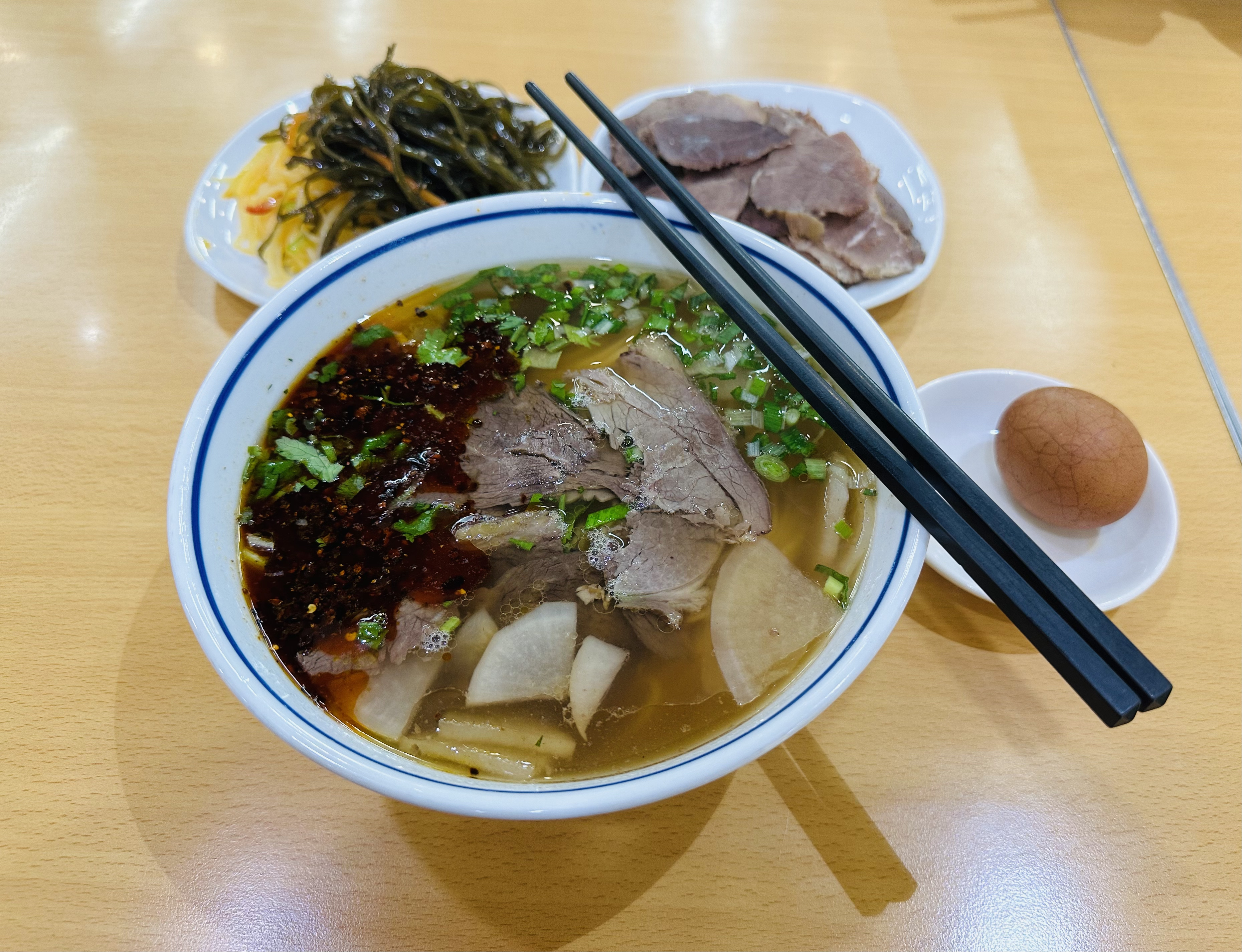
苏氏牛肉面套餐

在新疆参军入伍的甘肃省武威市人苏恩泉退伍后选择继续留在新疆，在沙依巴克区红山市场附近开设中华酒店。1990年代初，位于乌鲁木齐市新市区北京南路的甘肃大厦的修建，在工地旁新开有新市区唯一一家兰州牛肉面馆，苏恩泉多次在此就餐。苏恩泉认为兰州牛肉面有发展前途，于是前往甘肃兰州市学习兰州牛肉面制作技艺，并根据新疆人的口味多次改进汤料配方。1993年，随着北京南路的牛肉面馆经营不善，苏恩泉将其纳入中华酒店的管理。苏恩泉将该兰州牛肉面馆改建后，正式命名其为“苏氏牛肉面”馆并注册商标。
1993年到1997年，先后有七家苏氏牛肉面在乌鲁木齐市开业，并开始从售卖早、午餐变为24小时营业。1997年，北京南路店店面整体拆除重建，并命名为“苏氏牛肉面连锁总店”。同时苏氏牛肉面走出新疆，在北京市开设首家连锁店。1999年，苏氏快餐有限公司成立。进入21世纪，公司更名为“苏氏企业发展有限公司”。几乎同时，苏氏牛肉面开始与中国农业大学、兰州大学等科研单位合作，对牛肉面原材料、制作技艺进行研发创新。
随着生意的火爆，苏氏牛肉面开始通过统一用料配比；在乌鲁木齐市、北京市、沈阳市、郑州市等地建立中央厨房；建立配送中心等措施以确保各面馆的牛肉面口味一致，并在多地安装面条机生产线。为发展苏氏牛肉面馆，苏恩泉先后建设苏氏快餐技能培训中心、苏氏养殖种植基地等。苏氏牛肉面因工业化和标准化，开始在市场上开始扩大。截止2022年，中国大陆有超过100家苏氏牛肉面馆，超2000名员工。

## 制作技艺
苏氏牛肉面的汤是使用云南省的胡椒、草果，陕西省韩城市的花椒，甘肃省民勤县的茴香、新疆焉耆县的辣椒等调料，配以文火炖煮牛骨、牛肉数小时制作而成。制作苏氏牛肉面的麵时，并未使用传统兰州牛肉面所需的蓬灰，而是使用与多个科研单位合作研发的拉面添加剂。苏氏牛肉面利用面条机将拉面技术和擀面技术结合，制作出牛肉面的面条。同时，也会继续利用手工拉面制作牛肉面。

## 名号头衔
2014年起，乌鲁木齐市苏氏企业发展有限公司凭借其苏氏牛肉面，多次被中国烹饪协会评为年度中国餐饮企业百强。
2017年，苏氏牛肉面成为乌鲁木齐餐饮老字号。2024年2月，新疆维吾尔自治区商务厅公布首批新疆老字号企业，乌鲁木齐市苏氏企业发展有限公司的苏氏牛肉面位列其中。